# Хайлайнер

Хайлайнер и флот фрегатов. Кадр из фильма «Дюна» 1984 года

Хайлайнеры (англ. heighliner) — класс крупнейших космических кораблей, используемых для межзвёздных перелётов во вселенной Дюны, созданной Фрэнком Гербертом. Согласно сюжету произведений, эти корабли являются основными грузовыми судами в транспортной системе Космической гильдии. Огромные размеры хайлайнеров подразумевают крайне высокую стоимость и сложность производства.

## История
Хайлайнеры, являясь одним из ключевых элементов вселенной Дюны, фигурируют во всех произведениях цикла. Детальное описание машины фигурирует в «Энциклопедии Дюны» — одобренном Фрэнком Гербертом произведении, подробно раскрывающем и разъясняющем подробности сюжета и мироустройства вымышленной вселенной, которые оставались неясны по оригинальным книгам.

### Экранизации
Хайлайнер показан во всех экранизациях первого романа цикла: киноэкранизации 1984 года и киноэкранизации 2021 года, а также телеэкранизации 2000 года. В экранизациях 1984 и 2000 годов корабль имеет схожий внешний вид. Для фильма 1984 года известного режиссёра Дэвида Линча хайлайнер был воссоздан вместе с интерьером посадочной площадки

### Компьютерные игры
Действие одной из сюжетных миссий компьютерной игры Emperor: Battle for Dune разворачивается непосредственно во внутренних помещениях хайлайнера.

## Описание
В первом романе цикла, «Дюна», Хайлайнеры от лица герцога Лето Атрейдес описываются следующим образом:

Да, больше этих кораблей нет ничего. Мы пойдём на хайлайнере, потому что путешествие предстоит долгое. Хайлайнер — самый огромный из кораблей. Все наши фрегаты и транспортники свободно уместятся в одном уголке его трюма — мы будем лишь небольшой частью груза.— Герберт Ф. Дюна (пер. П. А. Вязников)

### Принцип действия
Для работы хайлайнеру требуется навигатор Космической гильдии и генератор Хольцмана. Последний использует так называемый эффект Хольцмана для «сворачивания пространства» что позволяет совершать моментальные межзвёздные путешествия. В обязанности навигатора входит нахождение безопасного пути через свёрнутое пространство и управление кораблём. Это достигается потреблением оранжевого газа, полученного из спайса, что даёт навигатору ограниченные способности предвидения во избежание столкновения с космическими телами, обеспечивая, таким образом, безопасность полёта.
Из-за своей массивности хайлайнеры не способны приземляться на поверхности планет, поэтому корабль совершает межзвёздные прыжки из одной точки в другую, зависая на планетарных орбитах, а орбитальные челноки или межпланетные космические корабли (такие, как фрегаты) занимаются их погрузкой и разгрузкой. Особое законодательство применяется в отношении путешествий на хайлайнерах, поскольку они являются нейтральной территорией и любое военное действие на их борту ведёт к строгому наказанию.

### Происхождение
В соответствии с серией книг «Легенды Дюны», хайлайнеры были изобретены Нормой Ценвой, которая стала также и первым навигатором, и производятся на планете Икс. В событиях, описываемых в приквеле «Дюна: Дом Коррино» во время кампании по освобождению планеты, которую вели Атрейдесы, хайлайнер свернул пространство и свободно перенёсся в пещеру под поверхностью Икса, тем самым сделав недееспособной армию захватчика.

### Внешний вид
Вопрос внешнего вида хайлайнера остаётся открытым. В оригинальных произведениях детального описания очертаний его корпуса не даётся, а различные вторичные источники дают различную трактовку образа звездолёта: в «Энциклопедии Дюны» хайлайнер описывается как имеющий форму шара с расположенным в «ядре» центром управления, тогда как в киноэкранизации Дэвида Линча 1984 года и телеэкранизации Джона Харрисона 2000 года он показан имеющим форму вытянутого цилиндра. В экранизации 2021 года корабль изображен как сильно вытянутый вдоль продольной оси тор.